# أحمد بن حسن العطاس
أحمد بن حسن العطاس (1257 - 1334 هـ) شيخ تربية وأستاذ سلوك وصاحب منهاج علوي سلفي محمدي. كان كثير الاجتهاد للعبادة وله أوراد كثيرة واعتناء بقراءة الكتب العلمية. وكان أكبر مصلح لذات البين في وادي حضرموت، وله الجاه الواسع والكلمة النافذة عند القبائل.
وقد جمع تلميذه محمد بن عوض بافضل مجموع مناقبه في كتاب سماه «إيناس الناس» جمع الكثير عن حياته حتى وفاته. كذلك كتاب «عقود الألماس» لمفتي جوهر علوي بن طاهر الحداد. ولمن أراد أن يتوسع ويسمع شيء من كلامه ونصائحه فإلى مجموع كلامه «تنوير الأغلاس» جمع محمد بن عوض بافضل. وأما مجموع أوراده فقد قام حفيده محمد بن سالم بن أحمد بن حسن العطاس بجمعها وطباعتها مع راتب الحبيب عمر بن عبد الرحمن العطاس في مجموع سماه «مفتاح الإمداد في الصلوات والأوراد». كما قام ابنه علي بجمع أوراد وصلوات والده في مجموع سماه «إرشاد العباد في الصلوات والأوراد».

## نسبه
أحمد بن حسن بن عبد الله بن علي بن عبد الله بن محمد بن محسن بن حسين بن عمر بن عبد الرحمن العطاس بن عقيل بن سالم بن عبد الله بن عبد الرحمن بن عبد الله بن عبد الرحمن السقاف بن محمد مولى الدويلة بن علي بن علوي الغيور بن الفقيه المقدم محمد بن علي بن محمد صاحب مرباط بن علي خالع قسم بن علوي بن محمد بن علوي بن عبيد الله بن أحمد المهاجر بن عيسى بن محمد النقيب بن علي العريضي بن جعفر الصادق بن محمد الباقر بن علي زين العابدين بن الحسين السبط بن علي بن أبي طالب، وعلي زوج فاطمة بنت محمد ﷺ.
فهو الحفيد 35 لرسول الله محمد ﷺ في سلسلة نسبه.

## مولده ونشأته
ولد بحريضة في حضرموت في السابع عشر من شهر رمضان سنة 1257 هـ، ووالدته هي سلمى بنت شيخ بن عبد الله العطاس. ابتدأ تعليمه في حفظ القرآن الكريم على يد جده عبد الله بن علي والمعلم فرج بن عمر بن سباح، وحفظ بعض المتون الفقهية على يد محمد بن علي السقاف وقت تردده إلى حريضة، وكان سريع الحفظ حتى أنه يحفظ المتون من قراءتها عليه مرة واحدة. وفي عام 1274 هـ ذهب إلى مكة للحج، ثم وفي حدود عام 1275 هـ عاد إلى الحرمين الشرفين حيث مكث بمكة المكرمة قرابة خمس سنين لطلب العلم وتجويد القرآن حتى عاد إلى حريضة عام 1281 هـ.

## شيوخه
أخذ عن جملة من العلماء الأكابر في وادي حضرموت، منهم:
| - صالح بن عبد الله العطاس - أبو بكر بن عبد الله العطاس | - محمد بن علي السقاف - محسن بن علوي السقاف - عبد الرحمن بن علي السقاف | - عيدروس بن محمد العيدروس - أحمد بن محمد المحضار - أحمد بن عبد الله البار | - محمد بن إبراهيم بلفقيه - عمر بن حسن الحداد |

وكانت له العناية التامة والرعاية من شيوخه بمكة المكرمة، منهم:
| - محمد بن محمد السقاف | - فضل بن علوي مولى الدويلة - محمد بن حسين الحبشي | - أحمد زيني دحلان - علي بن إبراهيم السمنودي |  |

## تلاميذه
وأما تلاميذه فكثيرون لا يحصون، فمن أشهرهم:
| - عبد الله بن علوي العطاس - محمد بن عقيل العطاس - علوي بن طاهر الحداد - عبد الله بن طاهر الحداد - حسين بن عبد الله الحبشي - أحمد بن عبد الرحمن السقاف | - حامد بن علوي البار - علوي بن عبد الرحمن المشهور - محمد بن سالم السري - عبد الله بن علي بن شهاب الدين - عمر بن عيدروس العيدروس - علي بن عبد الرحمن المشهور | - عبد الله بن عمر الشاطري - مصطفى بن أحمد المحضار - محمد بن عثمان بن يحيى - أحمد بن حسن الكاف - سالم بن حفيظ ابن الشيخ أبي بكر بن سالم - أحمد بن أبي بكر بن سميط | - محمد بن عوض بافضل - عبد الله بن محمد باوزير - محمد بن سالم بن حسن بلخير - محمد بن علي بن عوض باحنان - يوسف بن إسماعيل النبهاني - عمر بن أبي بكر باجنيد |

## من مواقفه وآرائه
كان دائبًا على الدعوة وبذل النصح في جميع أنحاء حضرموت والإصلاح بين الناس وتهدئة الفتن، وإذا علم بظهور فتنة بين القبائل المسلحة نهض لإخمادها راحلًا إلى حيث الفتنة باذلًا جهده حتى تهدأ الثائرة. أصلح بين قبائل سيبان في مكان يسمى «البطح»، وسعى في إطفاء نار القتال عندما ثارت قبائل نوَّح بوادي دوعن على الحكومة القعيطية، وأصلح بين قبائل نهد بني عامر، وأصلح بين آل العمودي والدولة القعيطية، وإصلاحه بين القعيطي وقبائل حجر سنة 1328 هـ بعد أن دامت الفتنة والحرب بينهما أربعة عشر عاما، وأخذ العهود على القبائل لتأمين طرق المسافرين والحجاج، إلى غير ذلك من الأعمال.
وكان يدعوا إلى الاهتمام بالكتب المعتمدة السابقة، ويقول من أراد التقدم فعليه بكتب المتقدمين، ومن أراد التأخر فعليه بكتب المتأخرين. وكان يحذر العلماء من التشدد في الدين على العامة، ويقول كل من شدد على الناس في العبادة إنما يصرفهم عنها، وينهى المصلي أن يضع أمامه سجادة أو منديلا ليسجد عليه، ويقول أن بعض علماء العلويين كانوا يسجدون على الحصير. وقال في مسألة الماء وتنجسه إذا غلب عليك طهارته فهو طاهر. وينهى عن الوسوسة في الصلاة ويقول: «إن الأولى أن تكون الوسوسة في زكاة المال فيخرج زكاة ماله في السنة ثلاث مرات، فهذا ينفع الفقراء».

## ذريته
له من الذكور اثنان: سالم، وعلي. ومن البنات اربعه: سلمى، وشيخة، وعلوية.
وأحفاده من ابنه علي: 
المنصب احمد بن علي بن احمد حسن العطاس 
السيد عمر بن علي بن احمد حسن العطاس 
السيدة سلمى بن علي بن احمد حسن العطاس 
السيد حسين بن علي بن احمد حسن العطاس 
السيدة خديجة بن علي بن احمد حسن العطاس (متوفية)

## وفاته
توفي بحريضة فجر يوم الاثنين في السادس من شهر رجب سنة 1334 هـ عن عمر ناهز 77 عاما، وضريحه داخل قبة جده عمر بن عبد الرحمن العطاس.

### استشهادات
1. ↑  كامل سلمان الجبوري (2003). معجم الأدباء من العصر الجاهلي حتى سنة 2002م. بيروت: دار الكتب العلمية. ج. 1. ص. 127. ISBN:978-2-7451-3694-7. LCCN:2003489875. OCLC:54614801. OL:21012293M. QID:Q111309344.
2. ↑  الحداد، علوي بن طاهر (1388 هـ). عقود الألماس بمناقب الإمام العارف بالله أحمد بن حسن العطاس (ط. الثانية). القاهرة، مصر: مطبعة المدني. {{استشهاد بكتاب}}: تحقق من التاريخ في: |تاريخ= (مساعدة)
3. ↑  المشهور، أبو بكر بن علي. لوامع النور (PDF). صنعاء، اليمن: دار المهاجر. ج. الجزء الأول. ص. 220. مؤرشف من الأصل (PDF) في 2019-12-16.
4. ↑  السقاف، عبد الله بن محمد. تاريخ الشعراء الحضرميين. القاهرة، مصر: مطبعة العلوم. ج. الجزء الرابع. ص. 101.
5. 1 2  المشهور، عبد الرحمن بن محمد (1404 هـ). شمس الظهيرة (PDF). جدة، السعودية: عالم المعرفة. ج. الجزء الأول. ص. 255. مؤرشف من الأصل (PDF) في 2 يناير 2020. {{استشهاد بكتاب}}: تحقق من التاريخ في: |تاريخ= (مساعدة)